# 904

## Esdeveniments
- Destrucció de Chang'an, capital de la Dinastia Tang i ciutat més gran del món antic.
- El 29 de gener, Sergi III esdevé Pontífex Màxim en substitució de Lleó V; comença el període conegut com a pornocràcia.

## Necrològiques
- Cristòfor I, antipapa